# 玉乃九華

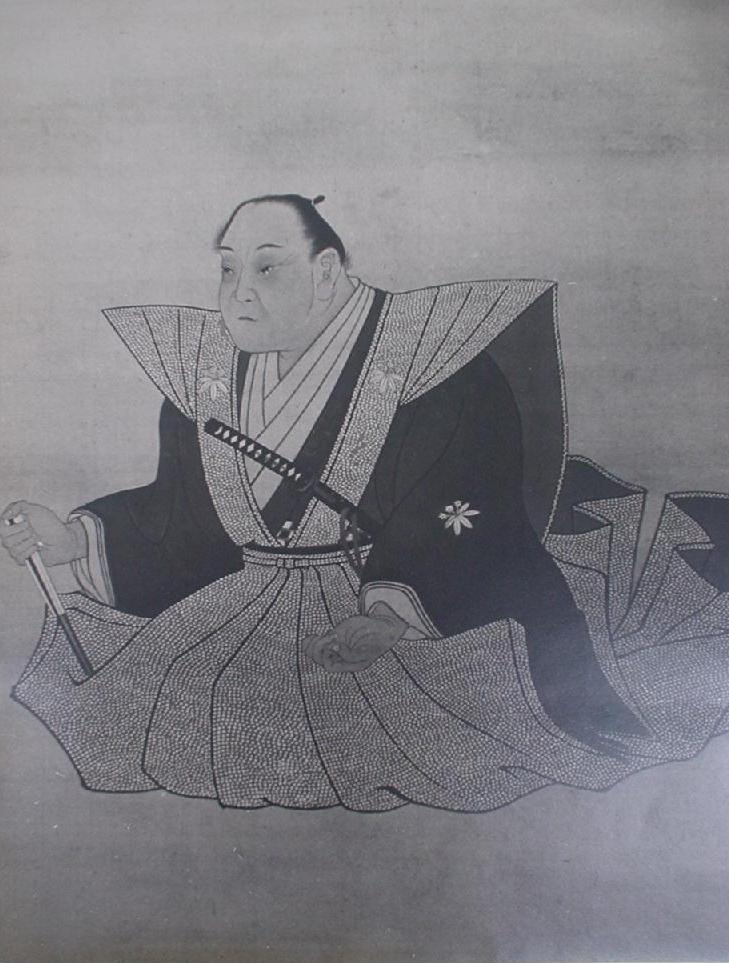
玉乃九華

玉乃 九華（たまの きゅうか、寛政9年（1797年） - 嘉永4年12月6日（1851年12月28日）は、日本の武士・儒学者・岩国藩士。名を惇成、通称は斗南、小太郎、字は祐甫、号は松雪洞。
寛政9年（1797年）、岩国藩侍医森脇玄令の長男として生まれる。藩医として出仕するが、文学にも才能を見せたため、文政3年（1820年）藩儒を兼ねる。同9年（1826年）、二宮錦水らと共に筑前福岡の亀井昭陽の門に学ぶ。天保12年（1841年）より儒を専業とする。弘化4年（1847年）、藩校養老館 の開設にあたり、学頭を命じられる。嘉永2年（1849年）、名を玉乃小太郎と改める。嘉永4年（1851年）12月6日、死去。
初代大審院長となった玉乃世履は養子。